# The Goddess
The Goddess foi um seriado estadunidense em 15 capítulos, produzido pela Vitagraph Company of America em 1915, que veiculou no cinema no período entre 9 de maio e 15 de agosto de 1915, data em que foi exibido o capítulo 15. Enquanto o seriado era exibido nos cinemas, o romance homônimo, que foi escrito por Gouverneur Morris e Charles W. Goddard, era publicado em série no The New York
Evening Journal. Mais tarde, a história foi publicada em forma de livro, com fotos do filme, pela Hearst's International Library Co., New York.
Este seriado é considerado perdido.

## Sinopse
Uma jovem é criada em uma ilha deserta por nativos e levada a acreditar que é uma deusa, Celestia, vinda do paraíso. Certo dia, um estranho chega na ilha e a convence a acompanhá-lo, com o objetivo de pregar sobre a bondade e o amor que ela tem experimentado. Ela concorda, mas logo é confrontada com os problemas e angústias do mundo exterior. Celestia exerce grande influência soobre as pessoas, e Tommy Barclay (Earl Williams), seu amigo de infância, apaixona-se por ela e descobre finalmente quem ela é. Por algum motivo, Tommy não é afetado pela forte influência que ela exerce e supera muitos obstáculos, ajudando-a a descobrir quem realmente é e, como ocorrera anteriormente em The Perils of Pauline, do mesmo autor, ele fica com ela e com a herança.

## Elenco
- Anita Stewart	 ...	Celestia, a deusa
- Earle Williams	 ...	Tom Barclay
- Paul Scardon	 ...	Prof. Stilliter
- Frank Currier	 ...	Sen. Blackstone (Primeiro milionário)
- Charles Wellesley	 ...	Martin Semmes (Segundo milionário)
- Tom Brooke	 	...	Gordon Barclay (Terceiro milionário) (creditado como Thomas Brooke)
- William Dangman	 ...	Freddie
- Lillian Burns	 ...	Mary Blackstone
- Edward Elkas	 ...	Silas Kehr
- Eulalie Jensen	 ...	Mrs. Gunsdorf
- Robert Gaillard	 ...	Carson
- Anders Randolf	 ...	Sweetzer

## Produção
A filmagem foi locada em Bay Shore, Long Island, New York, e é considerado o primeiro verdadeiro seriado da Vitagraph, pois o anterior, The Fates and Flora Fourflush, de 1914/ 1915, possuía apenas 3 capítulos. O roteiro é de Gouverneur Morris e Charles W. Goddard, este último também o autor do roteiro de "The Perils of Pauline", primeiro seriado da Pathé.